# Ludwig Trẻ con
Ludwig (hay Louis theo tiếng Pháp) Trẻ con (Ludwig das Kind, Louis l'Enfant; 893 – 24/9/911), đôi khi được gọi là Ludwig IV hoặc Louis IV, là vua của Đông Francia từ năm 899 cho đến khi ông qua đời và cũng được công nhận là vua của Lotharingia sau năm 900. Ông là nhà cai trị Đông Frank cuối cùng của triều đại Carolingian. Ông kế vị cha mình, Arnolf, ở Đông Francia và người anh cùng cha khác mẹ ngoài giá thú Zwentibold ở Lotharingia.
Ludwig trở thành vua khi mới 6 tuổi và trị vì cho đến khi qua đời ở tuổi 17 hoặc 18. Trong triều đại của ông, đất nước bị tàn phá bởi các cuộc tấn công của người Magyar.

## Hành trạng
Ludwig sinh vào tháng 9 hoặc tháng 10 năm 893 tại Altötting, xứ Bavaria. Ông là con trai hợp pháp duy nhất của vua Arnolf và vợ, Ota, một thành viên của vương tộc Conradiner. Ông có ít nhất hai người anh trai: anh trai ngoài giá thú Zwentibold, người cai trị Lotharingia, và một người anh trai khác tên là Ratold, người cai trị Vương quốc Ý trong một thời gian ngắn. Hiện chưa rõ tình trạng thai sản và tuổi tác của Ratold.

### Cai trị Đông Francia
Ludwig lên ngôi ở Forchheim vào ngày 4 tháng 2 năm 900. Đây là lễ đăng quang sớm nhất của hoàng gia Đông Frank mà tài liệu có ghi nhận. Ludwig được cho là có thể chất yếu đuối, thường xuyên đau ốm và do còn trẻ nên quyền lực chính quyền hoàn toàn nằm trong tay người khác - quý tộc và giám mục. Thật vậy, lễ đăng quang có lẽ là kết quả của thực tế là Ludwig có thể thu được rất ít lợi ích từ các quý tộc.
Những ủy viên hội đồng có ảnh hưởng nhất của Ludwig là Hatto I và Solomon III thành Constance). Chính hai người này đã đảm bảo rằng triều đình hoàng gia đã quyết định ủng hộ gia tộc Conradiner chống lại gia tộcBabenberger trong vấn đề nắm quyền cai quản xứ Franconia. Họ bổ nhiệm cháu trai của Ludwig, Conrad, với chức vụ dux của xứ Franconia. Năm 903, các quy định hải quan Raffelstetten được ban hành dưới triều đại của Ludwig, trở thành các quy định hải quan đầu tiên ở vùng Đông Frank của châu Âu.

### Xứ Lotharingia
Ludwig kế vị Zwentibold vào năm 900. Ông duy trì một thủ tướng riêng cho Đông Francia và Lotharingia, sau này dưới quyền Tổng giám mục Radbod thành Trier . Ông bổ nhiệm một quý tộc Đông Frank là Gebhard làm dux của xứ Lotharingia, khiến giới quý tộc Lotharingia xa lánh, tẩy chay và không tham gia vào các hội đồng Đông Frank. 

### Các cuộc xâm lược của người Magyar
Năm 900, trong cuộc xâm lược châu Âu của Hungary, quân đội Magyar đã tàn phá Bavaria. Một nhóm người Magyar khác đã bị đánh bại bởi comes Luitpold xứ Bavaria và Giám mục Richer thành Passau. Năm 901 họ tàn phá xứ Carinthia. Năm 904, Ludwig mời Kurszán, kende của người Magyar, đến đàm phán, nhưng đã giết chết ông ta và phái đoàn của ông ta. Năm 906, người Magyar hai lần tàn phá xứ Saxonia. Năm 907, họ gây thất bại nặng nề cho quân Bavaria xâm lược Hungary, giết chết Trấn thủ (marchio) Luitpold và nhiều quý tộc cao cấp trong Trận Pressburg. Năm sau đến lượt Saxonia và Thuringia, và vào năm 909 là Alemannia. Tuy nhiên, khi họ trở về, dux Arnolf xứ Bavaria đã gây ra thất bại cho họ trên sông Rott, nhưng vào năm 910, đến lượt họ, họ đã đánh bại đội quân của Ludwig trong Trận Augsburg. Bản thân Ludwig đã cố gắng nắm giữ một số quyền kiểm soát quân sự khi lớn lên, nhưng ông không mấy thành công trước người Magyar. Quân đội của ông bị tiêu diệt ở Ennsburg năm 907.

### Cái chết và kế vị
Trong trạng thái tuyệt vọng, có thể bị trầm cảm nặng, Ludwig qua đời tại Frankfurt am Main vào ngày 20 hoặc 24 tháng 9 năm 911, ở tuổi 17 hoặc 18. Ludwig được chôn cất tại tu viện Saint Emmeram ở Regensburg, nơi cha ông là Arnolf cũng an nghỉ. Cái chết của ông đã đặt dấu chấm hết cho nhánh phía đông của triều đại Carolingian.
Năm 911, các thủ lĩnh của Đông Francia bầu Konrad xứ Franconia, con trai của Gebhard, làm vua, trong khi các quý tộc của Lotharingia bầu Charles Đơn sơ của nhà Carolingian, vốn đã là vua của Tây Francia, làm vua của họ.